# Menschlich Alter-Calender

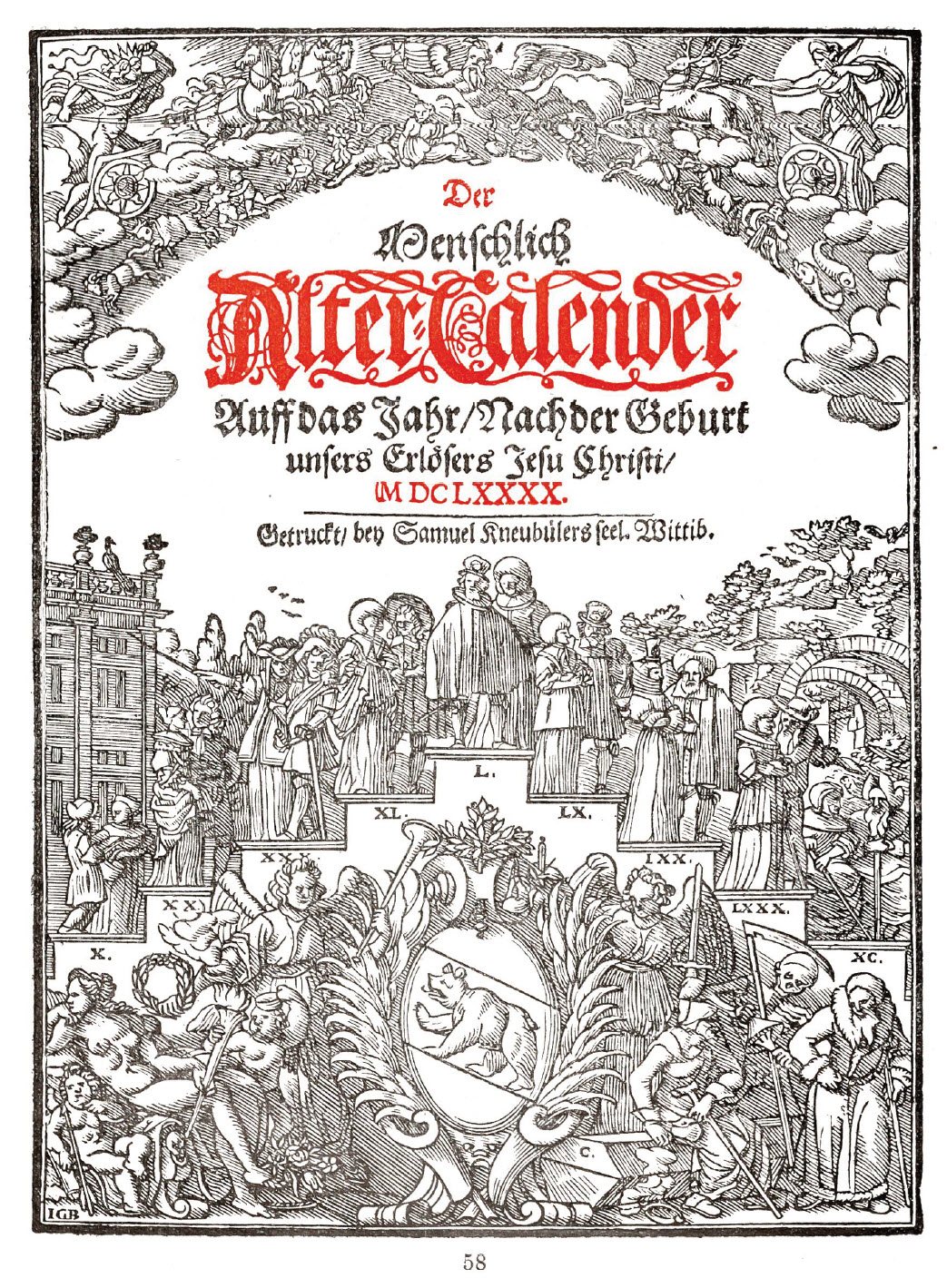
Der Menschlich Alter-Calender, Titelblatt (1690)

Der Menschlich Alter-Calender ist ein Schreibkalender, der von der Oberen Druckerei in Bern produziert wurde.

## Geschichte
Der Buchdrucker Samuel Kneubühler (1646–1684) erhielt 1675 vom bernischen Rat die Erlaubnis, Zeitungen und Kalender zu drucken. Er druckte ab 1677 für den bernischen Postunternehmer Beat Fischer Zeitungen und im selben Jahr das erste Postreglement. Für 1678 ist mit dem von Kneubühler gedruckten Alter und Neuer Schreib-Kalender der früheste, in Bern erschienene Quart-Kalender erhalten. Dieser lehnte sich in seiner Erscheinung stark an den Basler Rosius-Kalender an. Kneubühlers Witwe Katharina Zigerli (1652–?) führte die Druckerei ihres Mannes weiter und brachte den Menschlich-Alter Calender heraus, von dem sich zum einen ein Faksimile des Titelblatts einer Ausgabe von 1690, zum andern eine vollständige Ausgabe von 1757 in Privatbesitz erhalten hat. 
Der Menschlich-Alter Calender war in seiner Aufmachung kein Abklatsch eines bestehenden Kalenders. Neben dem epigonalen Schreibkalender und dem spätestens ab 1714 in derselben Druckerei erschienenen, ebenfalls nachahmenden «Hinkende Bot» brachte die Witwe Kneubühler hier einen thematisch eigenständigen und künstlerisch anspruchsvollen Kalender heraus, der sich an ein urbanes Publikum richtete.

## Layout

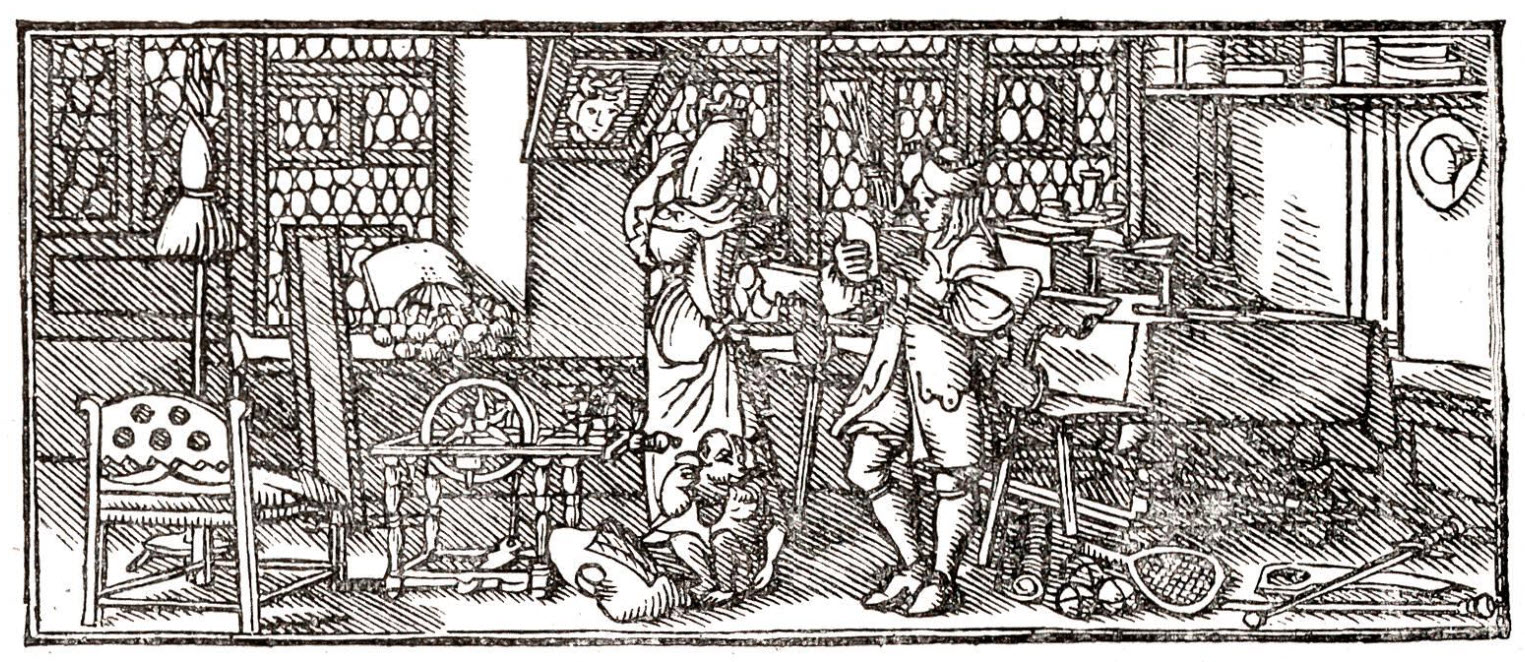
Februar-Vignette (1690)

Das Titelblatt zeigt eine Lebenstreppe, in deutlicher Anlehnung an die 1660 in Augsburg durch Abraham Bach veröffentlichte Lebenstreppe unter dem Titel «Das Zehen Jährige Alter», jedoch sind die Menschenalters-Paare in städtische Berner Trachten gekleidet. Im vierzigjährigen Paar erkennt man ein Mitglied des Grossen Rats mit Barett, die Gattin mit Brämikappe, die Fünfzigjährige hingegen trägt einen Mühlsteinkragen, ihr Mann ist als Mitglied des Kleinen Rats gekleidet, der Sechzigjährige ist Schultheiss, erkennbar an den Puffärmeln seiner Tracht. Die Lebenstreppe wird überspannt durch einen Himmelsbogen, gefriest durch die Tierkreiszeichen, überhöht durch Chronos in der Mitte, flankiert von Zeus und Artemis. Unterhalb der Lebenstreppe prangt das Berner Wappen, auf der linken Seite die Venus mit spielenden Putten und einem Engel, rechts der Sensemann neben einem auf einem Sarg sitzenden Greis. Das Titelblatt ist mit I G B signiert, möglicherweise handelt es sich um den in Nidau tätigen Silberschmied und Graveur Johann Georg Burkhart, der als Auftragsnehmer Beat Fischers in den Quellen erscheint.
Die Monate sind mit den Lebensaltern überschrieben, die Monatsvignetten zeigen ebenfalls die Lebenszeitalter. Die Vignetten geben kulturhistorisch bedeutende Einblicke ins Leben des Bürgertums am Ende des 17. Jahrhunderts: im Januar spielende Kinder (X), im Februar Jugendliche beim Lesen und Handarbeiten (XX), im März ein junges Paar beim Promenieren (XXX), im April Hochzeit (XL), im Mai ein Mitglied des Grossen Rats, mit seiner Frau und Kindern in einem Ziergarten (L), im Juni ein Kleinrat mit Frau und erwachsenen Kindern (LX), im Juli ein alter Mann am Pult beim Aktenstudium (LXX), im August ein Greisenpaar am Kachelofen (LXXX), im September ein bettlägeriger Mann, der von einem Geistlichen besucht wird (XC), im Oktober ein Paar im Totenbett, heimgesucht vom Sensemann (C). Die November-Vignette enthält die Darstellung des Krösus, der durch Kyros zum Scheiterhaufen verurteilt Solon anruft, im Dezember erscheint Jesus als Weltenrichter.
Im 1915 anonym erschienenen Aufsatz Zwei Vorläufer des Hinkenden Boten werden handschriftliche Kommentare des Pfarrers Johannes Erb in einem Exemplar erwähnt, wonach die Vignette zum Mai Katharina Kneubühlers Vater, den Siechenvogt Hans Rudolf Zigerli (1626–1694), wiedergeben soll, die Darstellung des Juni zeige Samuel Jenner, Mitglied des Kleinen Rats.